# 徐應元
徐應元（？—？），號奎宇，直隶河间府沧州人，明朝政治人物。

## 生平
萬曆二十五年（1597年）丁酉科乡试舉人，二十六年（1598年）戊戌科進士，二十七年授恩县知县，三十四年补户部主事，管御馬三仓，管太仓银库，三十五年考察。降补淮安府赣榆县知县，三十八年以母憂歸。四十年补尉氏知县，升南京户部主事，四十三年歴升户部郎中，四十五年出守登州府，升山东临清兵备道副使，天启二年考察以不謹閑住。天启三年以前登莱巡抚陶朗先受贿案被堪，尋被逮问。